# إن بي سي نيوز
إن بي سي نيوز أو أخبار إن بي سي هو قسم الأخبار في إذاعة تلفزيونية الأمريكية على شبكة هيئة الإذاعة الوطنية. تقسيم يعمل تحت إن بي سي العالمية البث، والكابلات، والرياضة والأخبار، وهي شركة تابعة لإن بي سي العالمية، بدورها إحدى الشركات التابعة لكومكاست. تقرير عمليات المجموعة المختلفة لرئيس ان بي سي نيوز، نوح أوبنهايم.

## روابط خارجية
- الموقع الرسمي